# Kenneth L. Wilson
Kenneth L. Wilson (* um 1915; † 1. Juli 1974) war ein englischer Badmintonspieler. 

## Karriere
Kenneth Wilson siegte 1936 bei den Welsh International und 1938 gemeinsam mit Alan Titherley bei den Irish Open. Bei den All England 1936 und 1937 stand er in der 2. Runde des Herreneinzels. Im Thomas Cup 1949 repräsentierte er sein Land als Nationalspieler.